# Jean Armour Polly
Jean Armour Polly est une bibliothécaire américaine de la bibliothèque publique de Liverpool (état de New-York), qui a largement diffusé l’expression « surfer sur internet » (à partir de 1992), titre d’une série de 6 livres à destination des familles et des enfants référençant des sites disponibles sur Internet. Elle a été utilisatrice d’internet dès 1991, membre du conseil d’administration de l’Internet Society de 1993 à 1996, membre du comité consultatif de l’ICANN de 2004 à 2006. Elle a été intégrée dans le Temple de la renommée d'Internet en 2019, pour son rôle pionnier dans l’accès libre et gratuit à Internet dans les bibliothèques.